# Hikaru no go
Pour les articles homonymes, voir HNG.
Hikaru no go (ヒカルの碁, « Le go de Hikaru »), désigné couramment par les abréviations HnG ou Hikago, est un manga ayant pour thème principal le go. Les dessins sont l'œuvre de Takeshi Obata, et le scénario de Yumi Hotta. Yukari Umezawa, joueuse professionnelle cinquième dan en 2002, a été conseillère technique. La parution du manga a débuté au Japon en janvier 1999 dans les pages du magazine Weekly Shōnen Jump et s'est achevée en juillet 2003, et un total de 23 volumes reliés sont sortis. Une version Deluxe en 20 tomes a également vu le jour entre février 2009 et avril 2010, et une édition bunko de 12 tomes entre février et juillet 2012. La version française est publiée en intégralité aux éditions Tonkam, et la version Deluxe, en cours de parution depuis juillet 2012, a vu son dernier volume publié en novembre 2022.
Une adaptation en série télévisée d'animation de 75 épisodes a été réalisée par le studio Pierrot et diffusée sur TV Tokyo entre octobre 2001 et mars 2003. Un épisode spécial a ensuite été diffusé en janvier 2004.
La série a également connu deux adaptations en jeu vidéo sur GBA, éditées par Konami pour le seul marché japonais.
Hikaru no go introduit de manière ludique et souvent dramatique les règles de base et de nombreux aspects de la culture du go (technique, stratégie, esthétique, éthique, histoire) au sein d'un shōnen. Le succès du manga comme de l'anime a d'ailleurs suscité un net regain d'intérêt pour le go chez les jeunes Japonais, puis dans le reste du monde suivant la diffusion de la série.

## Synopsis
Le jeune Hikaru découvre un jour dans le grenier de son grand-père un goban (plateau de go). L'objet se révèle hanté par un fantôme nommé Saï, ancien professeur de go de l'empereur sous l'ère Heian. Saï se retrouve piégé dans l'esprit d'Hikaru et lui donne peu à peu le goût du go. Se laissant guider dans ses débuts par Saï, Hikaru rencontre et vainc Akira, un jeune prodige. Dès lors, les deux jeunes garçons ne vont cesser de progresser et de se poursuivre.

## Personnages
Hikaru Shindo (進藤 ヒカル, Shindō Hikaru)
C'est le personnage principal. Il joue au go avec l'aide de Saï, un fantôme que lui seul peut voir, jusqu’à ce que son envie de jouer au go l'emporte sur tout. Il porte toujours les mêmes chaussures mais a des milliers de teeshirts avec le chiffre 5, qui se prononce go en japonais.

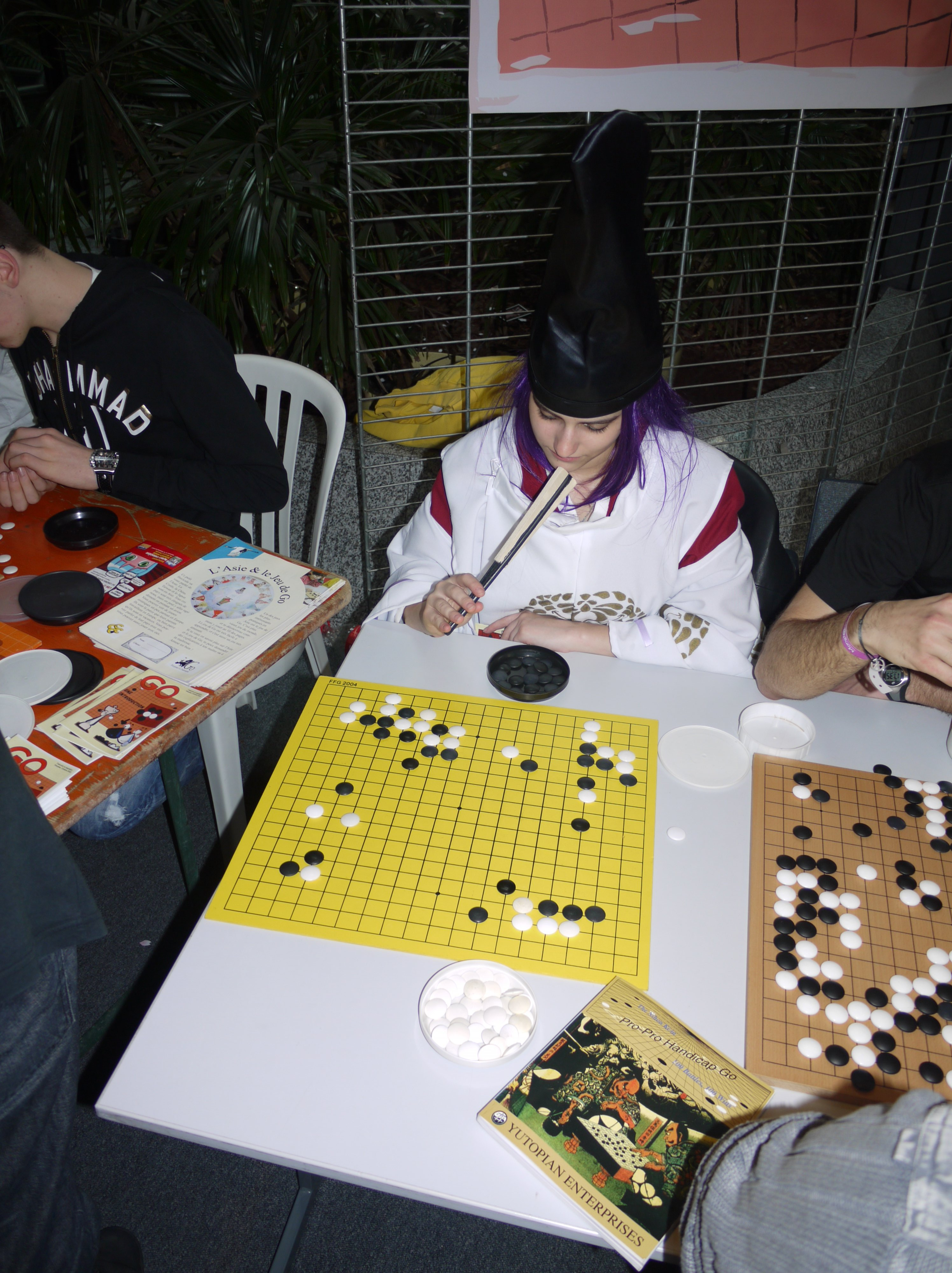
Une personne en cosplay de Sai Fujiwara jouant au Go

Saï Fujiwara (藤原佐為, Fujiwara no Sai)
Fantôme visible seulement par Hikaru, c'est un Maître de go de l'époque Heian qui, n'ayant pu atteindre son but, a continué à vivre à travers le temps sous forme d'esprit, pouvant être ressenti par quelques rares individus. Au moment où le manga débute, il hante un goban que détient le grand-père d'Hikaru, et devant lequel l'ancien possédé est mort de maladie. Il a la particularité d'être recouvert d'une tache de sang seulement visible par Hikaru. Saï a hanté dans le passé un grand Maître de go (Honinbo Shusaku) et est à la recherche du « coup divin », ou coup parfait, une passion qui l'obsède depuis plus de 1 000 ans. C'est un joueur extraordinairement fort, qu'Hikaru n'a jamais vu battu dans un jeu normal. Ce dernier l'emmènera souvent dans un cybercafé où il pourra jouer avec comme pseudonyme « sai ».
Remarque au sujet du nom : les kanji du prénom peuvent être lus de deux façons, une à la chinoise dite « On'yomi » considérée comme honorifique à l'époque Heian, et une de manière plus protocolaire et japonaise, Sukenari. Son vrai nom est en fait « Fujiwara no Sukenari » et « Sai » est un surnom pour honorer sa sagesse, un peu comme dans le cas de Abe no Seimei, dont le nom se lisait normalement Abe no Haruakira.
Akari Fujisaki (藤崎 あかり, Fujisaki Akari)
Amie d'enfance d'Hikaru, elle se trouve dans sa classe au moment du début du manga, et voit ainsi le garçon évoluer, tout comme sa passion pour le go. C'est poussée par cette passion qu'elle rejoint le club de go du lycée Haze, et plus tard, pour approfondir ses études dans ce domaine, assiste à un cours auquel Hikaru l'avait emmené auparavant.
Akira Toya (塔矢 アキラ, Tōya Akira)
C'est le plus grand rival d'Hikaru. Il est étudiant au collège de Kaïo. Fils du meilleur joueur professionnel du Japon, Akira est au début de l'histoire un joueur ayant un niveau largement suffisant pour passer pro, mais ressentant un manque dû au fait qu'aucun jeune de son âge n'est à sa hauteur, il hésite à passer l'examen. Sai, par l'intermédiaire d'Hikaru, lui inflige deux défaites sévères et Akira ne cesse alors de chercher à comprendre le secret de sa force. Il ira jusqu'à sécher une des parties de l'examen pro pour affronter Sai sur Internet.
Il finit cependant par affronter Hikaru lors d'une partie officielle et le reconnaît comme son rival légitime, ainsi que le fait que Sai soit « un autre Hikaru ».
Yuki Mitani (三谷 祐輝, Mitani Yūki)
C'est un joueur du club de go du collège Haze qui va surmonter son habitude de tricher grâce à Hikaru. Il est conduit par Hikaru de force à son club du collège Haze pour faire un tournoi par équipe de 3 avec Tsutsui.
Kimihiro Tsutsui (筒井 公宏, Tsutsui Kimihiro)
Kimihiro est le fondateur du club de go du collège Haze. Il emmène partout son manuel de go, y compris lors des tournois.
Kaoru Kishimoto (岸本 薫, Kishimoto Kaoru)
Capitaine de l'équipe de go du collège Kaio. Ancien Insei considéré comme un des plus faibles, il incitera Hikaru à devenir Insei. Il est célèbre pour son goût pour le café noir.
Toya Meijin (塔矢 名人, Tōya Meijin)
C'est le père d'Akira Toya. Son vrai nom est Koyo Toya (en japonais, 塔矢 行洋 Tōya Kōyō). Depuis son jeu sur le net avec Saï, il essaie de rejouer avec lui et de découvrir son identité. Meijin est le titre d'un des championnats de go au Japon. Il en détient d'ailleurs plusieurs, cinq plus exactement. Grâce à Hikaru qui lui propose de jouer sur Internet, il fait une partie avec Saï quand il se retrouve à l'hôpital. À la suite de celle-ci, Koyo Toya prend la décision de mettre fin à sa carrière professionnelle, mais sans abandonner le go pour autant.
Yoshitaka Waya (和谷 義高, Waya Yoshitaka)
C'est un insei (étudiant aspirant à devenir professionnel de go) ; il a joué contre Saï par Internet sous le pseudo de Zelda. Il est un ami d'Hikaru, et il n'apprécie pas Akira. Il est cependant passé professionnel en même temps qu'Hikaru. Il joue exceptionnellement bien lorsqu'il s'agit d'une partie sérieuse avec un grand enjeu. C'est un adversaire redoutable: Waya est passé en deuxième position à l'examen professionnel.
Shinichiro Isumi (伊角 慎一郎, Isumi Shin'ichirō)
Insei, ami de Waya et d'Hikaru. Il échouera de nombreuses fois à l'examen de pro, ayant de réelles difficultés à gérer son stress alors que son talent faisait de lui le meilleur joueur incontesté parmi les Inseï, et ira étudier le go en Chine pour se préparer au concours. À la suite de cela, il réussira l'examen pro invaincu. Lors de la cérémonie des nouveaux pros, il a réussi à battre Honinbo Kuwabara.
Toshinori Honda (本田敏則, Honda Toshinori)
Réputé être le troisième plus fort Insei derrière Isumi et Ochi, il rate l'examen de pro de peu malgré ses victoires contre Isumi et Shindo et en ressent une détresse immense. Reçu l'année suivante d'extrême justesse avec 6 défaites (score faible), il souffre d'un gros déficit de confiance en lui, dû à ses défaites répétées contre des joueurs bien plus jeunes que lui.
Kosuke Ochi (越智 康介, Ochi Kōsuke)
Autre Insei, jaloux de l'intérêt qu'Akira porte à Hikaru. Il pariera lors de son jeu contre Hikaru que s'il le bat, il deviendra le rival de Akira Toya. Il est très constant dans ses performances mais reste inférieur aux meilleurs joueurs de son âge ; il a quand même battu deux professionnels lors du tournoi des jeunes lions alors qu'il était Inseï.
Honinbo Kuwabara (桑原本因坊, Kuwabara Hon'inbo)
Vieux joueur professionnel, il est le détenteur du titre de Honinbo. Il possède un 6e sens qui lui permet de voir les futurs talents comme Akira et Shindo mais aussi de sentir Saï. Il utilise de multiples armes psychologiques pour déstabiliser ses adversaires. Son nom est une référence directe à Honinbo Shusaku (dont le véritable nom de famille était Kuwabara).
Atsushi Kurata (倉田 厚, Kurata Atsuhi)
Jeune joueur professionnel 7 Dan très talentueux qui est la tête de file de la nouvelle génération de joueurs de go. Il dit battre Ogata et Kuwabara (bien qu'il n'ait pu lui prendre le titre de Honinbo). Il est très gourmand, imbu de lui-même et est relativement peu apprécié, mais son talent est indiscutable. Il a commencé le go tardivement et se passionnait auparavant pour les pronostics des vainqueurs de courses de chevaux (il a notamment réussi à deviner 6 vainqueurs sur douze en une journée). Il considère Akira Toya (qu'il a battu en partie officielle) et Hikaru comme ses rivaux les plus dangereux pour l'avenir.
Nommé chef d'équipe du Japon lors de la coupe Hokuto, il prend la décision de nommer Hikaru capitaine lors du match contre la Corée, coup de bluff qui a été à deux doigts de s'avérer payant.
Tetsuo Kaga (加賀 鉄男, Kaga Tetsuo)
Hikaru le rencontre à une kermesse scolaire. Rival d'Akira Toya dans son enfance (il était dans le même club de go), il est ami avec Tsutsui. Capitaine de l'équipe de shôgi au collège Haze, il est aussi un excellent joueur de go (probablement au niveau Insei) car il participera au 1er tournoi de collège avec Shindo et Tsutsui en tant que 1er joueur. Doté d'un caractère volcanique, il est surnommé par l'équipe de Baseball « Kaga la terreur » et se fait régulièrement attraper par le surveillant du collège. Il est le dernier joueur amateur à avoir battu Hikaru (lors d'une partie simultanée et sans compter l'examen de pro). Il est très ami avec Tsutsui, bien qu'il le rabroue régulièrement, le trouvant trop mou (alors qu'il retourne au collège pour donner un cours, les membres du club de go le prennent pour « le légendaire Tsutsui » à la suite d'un quiproquo, ce qui le fera pleurer de joie en silence pour son ami).
Seiji Ogata (緒方 精次, Ogata Seiji)
Joueur professionnel de go, membre du groupe d'étude de Toya Meijin, il entraîne aussi Akira. Il est l'un des meilleurs joueurs japonais ; il voit en Shindo un joueur de la nouvelle génération (c'est lui qui le parraine, formalité indispensable pour être accepté en tant qu'Insei). Lui aussi essaie de découvrir qui est Saï. Après le retrait de Toya Meijin, il s'empare des titres Judan et Gosei. Il devient également challenger pour le titre de Honinbo (l'issue n'est pas montrée dans le manga).
Asumi Nase (奈瀬 明日美, Nase Asumi)
Jeune fille inseï, qui aidera Hikaru (voir dans le manga#18). Bonne joueuse, mais au niveau insuffisant pour devenir pro, elle hésite régulièrement à renoncer.
Kiyoharu Yashiro
Tout jeune professionnel de la Kansai Ki-in (deuxième fédération pro du Japon). 3e de l'équipe du Japon derrière Toya et Shindo lors de la coupe Hokuto. Sa particularité réside dans le fait qu'il emploie les coups les plus inattendus dans le but de déstabiliser ses adversaires. Il cherche également à tout prix à faire accepter sa passion à ses parents (sans savoir que ses parents ne doutent pas de lui, mais craignent la perte d'intérêt que les japonais éprouvent envers le go).
Kadowaki
Joueur amateur de 27 ans, ancien détenteur des titres Meijin et Honinbo étudiant. Sûr de sa force, il décide de se présenter à l'examen pro alors qu'il n'a jamais été Inseï, il défiera Sai par l'intermédiaire de Shindo ce qui se soldera par une défaite cuisante, il reportera donc sa présence à l'examen un an après, pour terminer avec une seule défaite au compteur contre Isumi.
Mitsuru Mashiba
Il est devenu pro un an avant Hikaru. Il est particulièrement méprisant, surtout envers Isumi car il a réussi l'examen pro alors qu'il avait perdu contre lui. Son niveau est assez faible (lors du tournoi des jeunes lions, il se fera écraser par Isumi alors Inseï).
Yang Hai
Pro 8e dan en Chine, mentor d'Isumi lors de son passage en Chine et chef d'équipe de la Chine lors de la coupe Hokuto. Il parle Coréen et Japonais. Son niveau au go est inconnu. Son rêve consiste à trouver « le coup divin » à l'aide de programmes informatiques.
Morishita sensei
Pro 9e dan, maître de Waya. Il accueille également régulièrement Shindo à ses groupes d'études. Il considère Toya Meijin et son groupe comme des ennemis (le même Meijin n'a d'ailleurs que faire de cet intérêt). De par ses performances, on peut considérer qu'il fait partie des excellents joueurs, mais reste un cran en dessous des meilleurs. Il écrase Shindo en partie officielle, afin de lui faire entrevoir le très haut niveau.
Yeong-Ha Ko
Pro 3e dan coréen, capitaine de l'équipe Coréenne lors de la coupe Hokuto. Il est considéré comme un génie et comme le futur numéro 1 mondial. Une interview avec un journaliste japonais et une absence de bon traducteur vont semer le trouble chez Hikaru car le journaliste a cru qu'il avait dit que Shusaku était faible. Il va faire exprès de faire croire que c'était vrai par amusement. Il vaincra Hikaru d'extrême justesse.
Tae-Son An
Pro 8e dan, chef de l'équipe coréenne lors de la coupe Hokuto. Il est calme et posé mais surtout l'ennemi juré de Kurata bien malgré lui. Il l'a en effet battu lors d'un tournoi international et lui a fait part du fait qu'il était considéré en Corée comme le Tae-Son An du Japon…
Su-Yong Hong
Insei Coréen en perte de motivation. Il perdra contre Hikaru dans une salle de jeu et deviendra un des meilleurs espoirs coréen (accrochant un 9e dan à son palmarès). Il considère Hikaru comme son rival. 3e joueur coréen de la coupe Hokuto, il battra Yashiro mais perdra à nouveau contre Hikaru en partie amicale.
Lei-Ping
Jeune pro chinois de 12 ans particulièrement peu motivé par le Go. Il perdra contre Isumi lors de son séjour à la fédération chinoise, ce qui amorcera un déclic chez lui. Il ressemble trait pour trait à Waya en plus petit.
Il-Hwan Him
Pro 4e dan Coréen, second de l'équipe Coréenne lors de la coupe Hokuto. Il perdra par abandon contre Akira Toya. Il est réputé pour son jeu très agressif.
Gokiso
Pro 7e dan. Il rencontre Hikaru lors d'une convention dédiée au go où il est associé à un trafic de Goban prétendument signés par Honinbo Shusaku. Sai repère l'imposture, le défie par l'intermédiaire de Shindo et l'écrase. On le revoit plus tard comme étant le premier adversaire professionnel haut en dan d'Hikaru. Il n'étudie plus depuis longtemps et se désintéresse totalement du go.
Fukui
Insei au même moment qu'Hikaru. Joueur correct sans réel génie, il est réputé pour jouer extrêmement vite. Waya perd systématiquement contre lui (sauf à l'examen pro). Son vrai nom est Yuuta Fukui.
Toshiro Tsubaki
Joueur amateur de 29 ans, il participe à l'examen de pro pour ne pas avoir de regrets (la limite d'âge pour l'examen de professionnel est de 30 ans). Il a pour habitude d'aller faire un tour en moto avant de jouer son premier coup quitte à perdre du temps pour relâcher la pression. Il bat Hikaru lors des éliminatoires, lequel est perturbé par sa voix forte et grave. Tsubaki finira cependant par lui donner quelques conseils pour ne pas être intimidé face aux adultes et perdra contre Hikaru à l'examen final. Il termine l'examen de pro avec un pourcentage de victoires positif et suit avec intérêt la carrière pro d'Hikaru.
Ichiryu Kisei
Un des meilleurs joueurs japonais, détenteur du titre Kisei et également dans la ronde du Honinbo. Il perd son match de poule contre Akira Toya alors qu'il croyait le battre sans difficulté, ce qui amorcera un déclin chez lui (Défaite en finale du Meijin, puis perte de son titre de Kisei).
Nogi Tengen
Un des meilleurs joueurs japonais, il s'empare du titre de Tengen après la retraite de Koyo Toya. Il se fait cependant battre par Ogata en finale du tournoi Gosei.
Zama Oza
Un des meilleurs joueurs japonais très imbu de sa personne, il est l'adversaire d'Akira Toya lors des Shin Shodan series et joue intentionnellement de toutes ses forces pour l'humilier publiquement (ces parties se font selon le principe de Komi inversé, ce qui veut dire que le pro expérimenté part virtuellement avec 11 points de retard, écart très important), jaloux de l'attention qu'il reçoit. Koyo Toya venge son fils en prenant le titre d'Oza. Il récupère son titre après la retraite de Koyo Toya et bat à nouveau Toya lors d'une partie officielle (à Komi normal) comptant pour la ronde du Honinbo, cette fois sans mauvaises pensées.
Saeki
Pro 5e dan, membre du groupe d'études de Morishita. Très avenant et sympathique, il fait office d'aîné pour Hikaru et Waya lors de leurs débuts en pro.
Zhao Shi
Pro chinois 3e dan. Âgé de 14 ans, il est considéré comme une étoile montante en Chine. Il bat Isumi lors d'un tournoi en Chine, lequel voudra rester en Chine pour l'affronter. Il le bat à nouveau en partie amicale mais perd par la suite. Nommé 3e joueur chinois pour la coupe Hokuto, il bat Yashiro mais perd contre Hong.
Wang Shi Zen
Pro chinois 4e dan de 17 ans, second joueur chinois pour la coupe Hokuto. Il manque de perdre contre Hikaru alors qu'il dominait outrageusement la partie. Il perd par la suite contre Him, n'ayant pas eu le temps de se changer les idées après cette courte victoire.
Lu Li
Pro chinois 5e dan de 18 ans, premier joueur chinois pour la coupe Hokuto. Considéré comme un grand talent chinois mais en baisse de forme, il perd ses deux matchs de la coupe Hokuto.
Maître Li
Responsable des études de la fédération chinoise, il accueille avec plaisir Isumi à la fédération chinoise. Il lui sera d'ailleurs gré d'avoir remis Le Ping sur la voie des études, faisant mine de ne pas avoir entendu certains de ses élèves dire qu'Isumi squattait une chambre de la fédération gratuitement alors que c'est interdit. Il parle japonais.
Chang Wong-Seo
Pro 9e dan en Corée. C'est le rival international attitré de Toya Meijin, les deux s'étant souvent disputés la victoire finale en tournoi international. Il bat également la future star Yeong-Ha Ko en finale d'un tournoi coréen. Il entretient des rapports cordiaux avec son rival japonais (il parle lui-même japonais), et lui propose notamment la possibilité de participer à n'importe quel tournoi coréen en usant de son influence auprès de sa fédération.

## Manga

Logo japonais du manga Hikaru no go

La série a débuté dans le magazine Weekly Shōnen Jump en avril 1999 et s'est achevée en septembre 2003. Le premier volume relié est sorti le 30 avril 1999 et le vingt-troisième et dernier le 4 septembre 2003. À l'occasion des dix ans de la série, une nouvelle édition a été publiée. Composée de vingt volumes, elle a été publiée du 4 février 2009 au 30 avril 2010,. Une édition bunko en douze tomes a ensuite vu le jour entre le 17 février et le 18 juillet 2012,.
La première version a été éditée en intégralité par Tonkam. La version deluxe est publiée depuis juillet 2012. La série est également éditée en Amérique du Nord par VIZ Media, en Allemagne par Carlsen Comics, en Italie par Panini Comics, en Corée du Sud par Daiwon C.I., en Indonésie par Elex Media Komputindo, en Thaïlande par NationGroup, en Chine par Daran Comics (volumes 1 à 21) et Tong Li Comics (22 à 23), à Hong Kong par Culturecom et à Singapour par Chuang Yi.
À l'occasion d'une conférence au Congrès Européen de Go (European Go Congress) 2011 à Bordeaux, Yumi Hotta a parlé d'une éventuelle série explorant le personnage d'Akari Fujisaki, à défaut d'écrire une suite à la série[réf. nécessaire].

## Anime
Une adaptation en série télévisée d'animation de 75 épisodes produite par le Studio Pierrot a été diffusée du 10 octobre 2001 au 26 mars 2003 sur TV Tokyo. La trame de l'anime suit celle des 17 premiers tomes du manga sans différences majeures. Un OAV de 77 minutes sorti en 2004 au Japon reprend la suite de l'anime jusqu'au chapitre 167 (tome 19, 20 et début du 21).
En France, l'anime est licencié par Déclic Images.

### Doublage
| Personnages      | Personnages      | Voix japonaises  | Voix françaises     |
| ---------------- | ---------------- | ---------------- | ------------------- |
| Hikaru Shindo    | Hikaru Shindo    | Tomoko Kawakami  | Fabien Briche       |
| Sai Fujiwara     | Sai Fujiwara     | Susumu Chiba     | Pascal Germain      |
| Akira Toya       | Akira Toya       | Sanae Kobayashi  | François Creton     |
| Koyo Toya        | Koyo Toya        | Eizō Tsuda       | Patrick Bethune     |
| Seiji Ogata      | Seiji Ogata      | Keiji Fujiwara   | Pascal Novak        |
| Shinichiro Isumi | Shinichiro Isumi | Kenichi Suzumura | Yann Pichon         |
| Kimihiro Tsutsui | Kimihiro Tsutsui | Makoto Tsumura   | Benjamin Pascal     |
| Yoshitaka Waya   | Yoshitaka Waya   | Reiko Takagi     | Adrien Solis        |
| Kosuke Ochi      | Kosuke Ochi      | Yōko Matsuoka    | Guylène Ouvrard     |
| Akari Fujisaki   | Akari Fujisaki   | Yumi Kakazu      | Jessica Barrier     |
| Yuki Mitani      | Yuki Mitani      | Yū Asakawa       | Aurélien Ringelheim |
| Kuwabara Honinbo | Kuwabara Honinbo | Rokurō Naya      |                     |
| Hidaka           | Hidaka           | Takako Honda     | Adeline Moreau      |
| Atsushi Kurata   | Atsushi Kurata   | Mitsuo Iwata     |                     |
| Tetsuo Kaga      | Tetsuo Kaga      | Kentarō Itō      | Didier Cherbuy      |

### Musiques
- Pour cette série, les chansons de générique de début sont :

1. Get Over par DRM (épisodes 1 à 30)
2. I'll Be the One par HΛL (épisodes 31 à 60)
3. Fantasy par Nana Katase (épisodes 61 à 75)

et les chansons de générique de fin sont :
1. Bokura no Bōken (ボクらの冒険) par Kids Alive (épisodes 1 à 12)
2. Hitomi no Chikara (ヒトミノチカラ) par Mizuki Arisa (épisodes 13 à 30)
3. Sincerely ~ever dream~ par DRM (épisodes 31 à 46)
4. Days par shela (épisodes 47 à 63)
5. Music is My Thing par DRM (épisodes 64 à 74)
6. Get Over ~Special Mix~ par DRM (épisode 75)

- Dans la version française, le générique, Je dois gagner est chanté par Antoine Blanc.

## Produits dérivés

### Publications
- Fan book :
  - Un fan book nommé Gorgeous Character Guide est sorti le 4 avril 2002 au Japon[13] et le 17 mai 2006 en France[14].
- Art Book :
  - Un artbook nommé Sai est sorti le 1er mai 2002 au Japon[15] ;
  - Le artbook blanc et noir publié en 2006 au Japon regroupe divers dessins de Takeshi Obata, parmi lesquels une trentaine de dessins consacrés à Hikaru no go.
- Box
  - Une boîte contenant divers éléments du go est sorti le 19 juillet 2002 au Japon[16].
- Light novels, deux light novels sont sortis au Japon le 3 juillet 2009, écrit par Michiko Yokote :
  - Le premier,  (ISBN 978-4-08-703205-5), s'appelle Boy Meets Ghost[17] ;
  - Le second,  (ISBN 978-4-08-703206-2), s'appelle KAIO vs. HAZE[18].
- Guide book :
  - Un guide book est sorti le 5 août 2009 au Japon[19].

## Distinctions
Le manga remporte le Prix Shōgakukan dans la catégorie shōnen en 2000 et le « Prix de la nouveauté » du Prix culturel Osamu Tezuka en 2003.